# 2487 Juhani
2487 Juhani este un asteroid din centura principală, descoperit pe 8 septembrie 1940 de Heikki Alikoski.